# تشارلي هادن
تشارلي هادن (بالإنجليزية: Charlie Haden)‏ هو ملحن وموسيقي وعازف جاز أمريكي، ولد في 6 أغسطس 1937 في شيناندواه في الولايات المتحدة، وتوفي في 11 يوليو 2014 في لوس أنجلوس في الولايات المتحدة.

## وصلات خارجية
- تشارلي هادن على موقع IMDb (الإنجليزية)
- تشارلي هادن على موقع الموسوعة البريطانية (الإنجليزية)
- تشارلي هادن على موقع مونزينجر (الألمانية)
- تشارلي هادن على موقع ميوزك برينز (الإنجليزية)
- تشارلي هادن على موقع أول موفي (الإنجليزية)
- تشارلي هادن على موقع إن إن دي بي (الإنجليزية)
- تشارلي هادن على موقع أول ميوزيك (الإنجليزية)
- تشارلي هادن على موقع ديسكوغز (الإنجليزية)
- تشارلي هادن على موقع قاعدة بيانات الفيلم (الإنجليزية)
- تشارلي هادن على موقع كينوبويسك (الروسية)